# Trận Denain
Trận Denain là một trận đánh trong cuộc Chiến tranh Kế vị Tây Ban Nha, diễn ra vào ngày 24 tháng 7 năm 1712 giữa quân đội Pháp và quân Đồng minh Áo-Hà Lan. Kết quả trận đánh này là một chiến thắng toàn diện của quân Pháp khi cánh phải do quân Hà Lan nắm giữ bị đánh sập, còn quân Áo của Tổng thống lĩnh Vương công Eugène de Savoie-Carignan cũng bị ngăn chặn và phải rút lui. Là một thắng lợi dễ dàng và bất ngờ, chiến công của Thống chế Pháp là Claude de Villars tại Denain đã mang lại lợi thế lớn cho vua Pháp là Louis XIV trong cuộc chiến. Sau thất bại, Eugène phải bỏ vây Landrecies, trong khi kế hoạch tấn công Pháp của ông đã vị đổ vỡ.
Trong khi sự rời bỏ của quân Anh đã khiến cho quân Hà Lan bị mất khí thế và thất vọng, Eugène thua trận này là do hai đạo quân Liên minh bị chia rẽ (ông lại không có thời gian và chẳng thế nào ứng cứu được quân Hà Lan), và chiến công táo bạo này của Villars đã nêu bật hiệu quả của lưỡi lê trong chiến tranh thời đó. Vận động của Villars lừa địch và dẫn đến thắng lợi này cũng được xem là một trong những cuộc vận động sáng tạo nhất trong chiến tranh, trong khi đại thắng này cũng chứng tỏ tài đánh trận của ông vì ông đã xông pha giữa làn đạn cùng ba quân vào diệt địch. Với chiến thắng mang ý nghĩa trọng đại này, ông đã đánh bật và đập vỡ hoàn toàn quân Liên minh, cứu nguy cho nước Pháp và tái chiếm lại các pháo đài trong tay quân Liên minh. Trong khi Pháp Quốc vững tồn, đại thắng vẻ vang cũng khiến ông rửa hận cho thất bại trong trận Malplaquet vào năm 1709, và viên chỉ huy quân Hà Lan đã bị bắt sống trong đại bại. Quân Pháp thắng thế đã đe dọa nghiêm trọng đến nguồn tiếp tế của Eugène. Đây được coi là thắng lợi quyết định cuối cùng của ông nói riêng và của quân Pháp nói chung trong cuộc chiến tranh. Ngoài ra, thắng lợi này với tính chất quyết định của nó cũng tạo tiền đề cho quân Pháp tổng tấn công thắng lợi ở Hà Lan thuộc Tây Ban Nha cuộc chiến chấm dứt không lâu sau đó, bằng một nền hòa bình dễ dãi cho nước Pháp đã kiệt quệ, chứ không chỉ định đoạt cho sự hưng vong của Pháp Quốc.
Không chỉ khép lại chiến dịch được khen là tột đỉnh vinh quang của Thống chế Villars, trận phá Đồng minh này là trận đánh cuối cùng và cũng là thắng lợi cuối cùng của Louis XIV. Ngoài ra, ý nghĩa to lớn của trận này cũng khiến cho nó được xem là chiến thắng lớn nhất của Villars, cũng như sự hồi đáp của ông đối với mệnh lệnh "quyết chiến" của Louis XIV ba tháng trước đó.

## Bối cảnh
Ba tháng trước đại thắng ở Denain, vua Pháp là Louis XIV triệu Thống chế Claude de Villars vào cung điện Versailles, rồi phán:
| “           | Ông xem những gì chúng ta đã gây nên, chúng ta quyết phải chiến thắng hoặc là hy sinh, và chấm dứt tất cả mọi thứ bằng một cú giáng huy hoàng. Hãy truy tìm bọn giặc và đánh chúng một trận. | ” |
| — Louis XIV | |   |

Villars liền tâu:
| “                   | Nhưng, thưa Chúa thượng, đây là đạo quân cuối cùng của Bệ hạ. | ” |
| — Claude de Villars |                                                               |   |

Nhà vua nói:
| “           | Ừ thì vậy, Trẫm không muốn Khanh phải đánh bại quân giặc, nhưng hãy tấn công chúng. Nếu Khanh gặp chẳng lành, hãy viết mật thư cho Trẫm. Ta sẽ dong ngựa khắp Paris cùng với lá thư này. Trẫm hiểu nhân dân Pháp: Trẫm sẽ mang lại cho Khanh 40 vạn quân. Chúng ta sẽ chiến thắng, hoặc là Ta sẽ chôn thân Ta cùng với lũ giặc dưới đống đổ nát của Vương triều. | ” |
| — Louis XIV | |   |

Thế rồi, Villars lên đường chinh chiến.
Tổng thống lĩnh quân Áo là Eugene vượt qua sông Escaut với 10 vạn 5 nghìn quân và chuẩn bị tiến công 12 vạn quân Pháp của Villars. Không lâu sau đó, Eugene chiếm Denain, biến nơi này thành một cứ điểm và là căn cứ hậu cần của quân Đồng minh. Tuy nhiên, theo mật lệnh từ thủ đô Luân Đôn, quân Anh do Công tước Ormonde chỉ huy đã đột ngột triệt thoái và rời bỏ phe Liên minh, điều này khiến kế hoạch hành binh của Eugene phải ngừng lại giữa chừng.

## Diễn biến
Quân Pháp đến đóng trại ở Đông Nam của Le Cateau thuộc Mazinghien. Sau khi trinh sát kĩ lưỡng các vị trí đóng quân của liên minh, Thống chế Villars quyết định tổ chức một cuộc tấn công bất ngờ vào Denain. Kị binh Pháp được điều đến chiếm giữ các đầu cầu vượt sông Selle chạy xuyên qua le Cateau theo hướng Bắc-Bắc-Tây và hợp lưu với sông Escaut đối diện với Denain. Trong buổi chiều một đội binh cũng chiếm giữ các cứ điểm ở nhà máy xay ngũ cốc tại Haspres, chặn luôn đường vượt sông ở đó. Đêm 23 tháng 7, quân Pháp kéo tới nơi đóng trại của Eugene tại Landrecies (ở Sambre, Đông-Bắc-Đông le Cateau) để nghi binh, vờ như sắp tấn công vào đây. Eugene cắn câu và vì vậy ông đã thuyên chuyển binh lực tăng cường cho mặt trận Landrecies, điều này khiến cánh phải của quân Đồng minh - lực lượng đồn trú Hà Lan ở Denain - do Bá tước Albemarle chỉ huy bị suy yếu. Vốn quân Hà Lan đã mất hứng khí nghiêm trọng do quân Anh từ bỏ Liên minh làm cho mọi kế hoạch của họ bị đổ vỡ.
Tuy nhiên, vào sáng sớm hôm sau, Villars bí mật cho quân đi vòng qua cánh phải của quân Đồng minh và, dưới sự che chở của sông Selle, đã sắp xếp đại quân thành ba hàng dọc nhằm thẳng vào Denain. Vào lúc năm giờ sáng, Villars và các tướng sĩ của ông quyết định sẽ đánh vào Avesnes-le-Sec, chiếm lĩnh một cối xay gió ở đấy làm tiền đồn thuận lợi cho việc quan sát vùng chiến trường thấp phía trước mặt. Đến bảy giờ sáng, quân Pháp đã tiến tới Neuville-sur-Escaut và nhanh chóng chiếm lĩnh các đầu cầu vượt sông Escaut.
Vào lúc tám giờ sáng, lực lượng liên quân tại Denain bất ngờ nhìn thấy một đạo quân Pháp khổng lồ ngay trước mặt mình. Hoảng hốt, Albermarle yêu cầu Eugene tăng viện nhưng Eugene lúc này vẫn chưa nhận thức được tình thế nguy hiểm của quân mình. Đến một giờ chiều, quân Pháp đã tiến tới sát đồn lũy của quân Liên minh tại Denain và bắt đầu công kích. Các mũi tiến công của quân Pháp, dẫn đầu bởi lực lượng công binh trang bị rìu trong tay, đã ào ạt xung phong giữa làn mưa đạn của kẻ địch, vượt qua các dãy rào và đánh chiếm các phòng tuyến của đối phương sau những trận ác chiến bằng lưỡi lê. Trước sức tấn công mãnh liệt của quân Pháp với Villars ở phía trước, quân Đồng minh tại Denain nhanh chóng rơi vào hoảng loạn và tháo chạy tứ tán. Một chiếc cầu gần cối xay gió do không chịu nổi sức nặng của vô số lính Đồng minh chạy qua nên đã bị sập, khiến hàng trăm binh sĩ rơi xuống sông chết đuối.
Eugene xứ Savoie hay tin cánh phải bị tập kích bất ngờ đã điều binh sang cứu viện nhưng không thành công. Quân Pháp đóng giữ ở một chiếc cầu băng qua sông Escaut tại Prouvy do Vương công xứ Tingry chỉ huy đã chận đứng quân của Eugene, khiến ông không thể nào vượt sông để ứng cứu cho Albemarle. Quân Áo nhiều lần tấn công dữ dội nhưng các đợt tấn công của họ đều bị bẻ gãy. Cuối cùng, quân Pháp quyết định đặt mìn phá tung luôn cây cầu, thế là Eugene kẹt cứng bên bờ kia sông mà không qua được. Khi đạo quân của Eugene bị con sông Escaut chặn đường thì số phận của Denain coi như đã được định đoạt. Như là thắng lợi quyết định của đạo quân cuối cùng của phong kiến Pháp, đại bại này đã mang lại cái kết chẳng vinh quang gì cho cuộc tiến chiếm nước Pháp của quân Đồng minh vốn gây hoang mang khắp kinh thành Paris.
Trong thảm họa, Albermarle đã bị quân Pháp bắt làm tù binh. Quân Pháp bắt được 40 Sư đoàn Đồng minh, chiếm được năm trọng điểm và thu được cả trăm cỗ pháo cùng với 40 vạn pao đạn dược - đó là lời đáp trả của Villars cho mệnh lệnh ban đầu của Louis XIV. Sau trận này, các chiến sĩ Kỵ binh Pháp xuống ngựa. Thống chế Villars đi dọc theo các tuyến quân trong hoan hỉ, và nói chuyện với các binh sĩ một Trung đoàn ở bên phải: "Đấy, hỡi binh lính, chúng ta đã đập tan giặc !" Một số sĩ tốt hô to: "Đức Vua vạn tuế !", và vung mũ ra giữa trời. Phần còn lại của tuyến quân chỉnh đốn lại và bắt đầu tung hô, vung mũ ra giữa trời và nổ súng, và quân Kỵ binh cũng tham gia ăn mừng với họ. Điều ấy làm cho các chiến mã hoảng sợ và chúng đã tháo chạy tán loạn. Sự cố này làm nhiều binh sĩ bị thương và nhiều quân nhu bị mất, mà nếu có 4 binh sĩ đứng trước chúng, thế nào những chiến mã ấy sẽ dẫn họ vào lòng quân địch.

## Kết quả
Vậy là, Eugène đã thua trận do hai đạo quân Đồng minh bị phân rẽ (mà ông lại không có thời gian và chẳng thể nào cứu được quân Hà Lan), làm đổ vỡ kế hoạch tấn công Pháp của ông. Ban đầu, chưa ai nhận ra tầm quan trọng lớn của thắng lợi dễ dàng của quân Pháp trong trận Denain vì cánh quân của Eugène vẫn rút lui an toàn khỏi trận địa, bảo toàn được phần lớn lực lượng. Tuy nhiên, những gì diễn ra sau đó cho thấy quân Liên minh sau thất bại quyết định này đã bắt đầu sụp đổ và chỉ trong vòng mấy tháng sau đó, người Pháp đã chiếm lại được phần lớn các thành trì bị mất trước kia. Quân Pháp thắng thế đã đe dọa nghiêm trọng đến đường tiếp tế của Eugène, buộc ông phải triệt binh và bỏ vây Landrecies sau thất bại này. Qua đó, với chiến công của Villars, nước Pháp đã được giải cứu và củng cố vị thế của mình trong bối cảnh đó, quân Liên minh đã hoàn toàn bị đánh bật và tan rã và chiến dịch được ca ngợi là vinh quang tột đỉnh của ông (1712) đã khép lại ở đây. Eugène sau đại bại này đã căm tức người Anh, vì theo ông chính sự từ bỏ của họ đã mang lại chiến bại của liên quân. Ông cho là người Anh "xứng đáng bị treo cổ". Thực vậy, thất bại của quân Đồng minh ở trận Denain - sự bất thành của việc "tự lực cánh sinh" của vị Tổng thống lĩnh - chứng tỏ họ không thể nào tiếp tục chiến tranh sau khi người Anh không còn sát cánh với họ nữa.
Chiến thắng Denain qua đó được xem là một thắng lợi bất ngờ mà có ý nghĩa trọng đại, quyết định đến một cuộc chiến tranh hoặc là sự hưng vong của một quốc gia. Cũng với chiến thắng vẻ vang phá Đồng minh ấy, Villars đã làm nên một trong những cuộc vận động sáng tạo nhất trong cuộc chiến, đánh lừa đối phương. Do ý nghĩa to lớn vầy, trận này được xem thắng lợi lớn nhất của vị Thống chế. Trong khi Pháp Quốc vững tồn, đại thắng này cũng khiến cho Villars rửa được cái mối hận chiến bại trong trận Malplaquet hồi năm 1709. Sau thắng lợi quyết định này, với lợi thế trong tay Louis XIV, người Pháp đã có thể tổng tấn công thắng lợi ở Hà Lan thuộc Tây Ban Nha và đàm phán một nền hòa bình dễ dãi cho họ. Trận này cũng chính là trận đánh cuối cùng và là thắng lợi cuối cùng của Louis XIV, và chiến công táo bạo ấy của Villars đã chứng tỏ hiệu quả của lưỡi lê trong can qua buổi ấy. Ngoài ra, đại thắng ấy cũng chứng tỏ tài đánh trận của Villars vì ông đã xông pha giữa làn đạn mà cùng ba quân vào diệt địch.